# Cantó de Ploërmel
El cantó de Ploërmel (bretó Kanton Ploermael) és una divisió administrativa francesa situat al departament d'Ar Mor-Bihan a la regió de Bretanya.

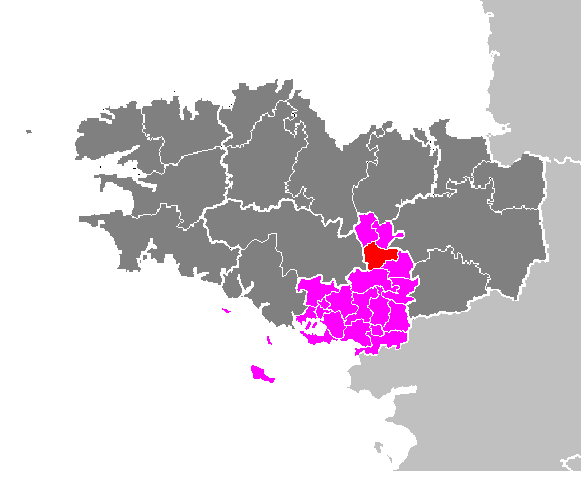
Situació del cantó

## Composició
El cantó aplega 6 comunes :
| Nom francès | Nom bretó    | Població | km²    | Codi Postal | Codi INSEE |
| Campénéac   | Kempenieg    | 1.464    | 60,57  | 56800       | 56032      |
| Gourhel     | Gourhael     | 402      | 2,83   | 56800       | 56065      |
| Loyat       | Loiad        | 1.442    | 41,52  | 56800       | 56122      |
| Montertelot | Mousterdelav | 255      | 2,64   | 56800       | 56139      |
| Ploërmel    | Ploermael    | 7.525    | 50,81  | 56800       | 56165      |
| Taupont     | Talbont      | 1.908    | 29,17  | 56800       | 56249      |
| Cantó       | Ploermael    | 12.996   | 187,54 | -           | 5623       |

## Evolució demogràfica
| 1962   | 1968   | 1975   | 1982   | 1990   | 1999   |
| ------ | ------ | ------ | ------ | ------ | ------ |
| 10.678 | 10.691 | 10.991 | 11.570 | 12.417 | 12.996 |

## Història
| Data d'elecció                           | Identitat         | Partit        | Qualitat |
| ---------------------------------------- | ----------------- | ------------- | -------- |
| 2001-2004                                | Pierre Kerloc'h   | Divers droite |          |
| 2004-                                    | Béatrice Le Marre | PS            |          |
| les dades anteriors no són pas conegudes |                   |               |          |
|                                          |                   |               |          |